# Бредов, Фёдор Эмильевич
Фёдор Эмильевич Бредов (10 [22] апреля 1884, Ивангород — 15 марта 1959, Сан-Франциско) — русский военачальник, Генерального штаба генерал-майор, деятель Белого движения. Участник Первой мировой, Гражданской и Второй мировой войн.

## Биография
Брат Николая Эмильевича Бредова.
Окончил 1-й кадетский корпус. В 1903 году окончил Павловское военное училище. Выпущен подпоручиком в лейб-гвардии Финляндский полк. 1909 год — окончил Николаевскую академию Генерального штаба (по 1-му разряду).
В 1909—1911 годах командовал ротой в лейб-гвардии Финляндском полку. 14 февраля 1912 — помощник старшего адъютанта штаба Иркутского военного округа.
1914 — Начальник штаба 63-й пехотной дивизии. 1915 — Попал в плен при сдаче крепости Новогеоргиевск.
Конец 1918 — Присоединился к Добровольческой армии. Февраль 1919 — Начальник штаба Дроздовской дивизии. Июль 1919 — Начальник штаба 3-й пехотной дивизии генерала Витковского. 4 августа 1920 — Начальник штаба 2-го армейского корпуса.

### В эмиграции
Конец 1920 — После эвакуации из Крыма исполнял обязанности начальника штаба 1-й пехотной дивизии в Галлиполи. С 1921 года генерал-майор. Жил в Болгарии, работал землемером.
В 1941 году выехал в Сербию, где вступил на немецкую службу в Русский охранный корпус. Поледовательно адъютант 1-го юнкерского батальона, адъютант 2-го батальона 2-го полка, адъютант 3-го полка. 1 марта 1943 — Командир 5-й роты 3-го полка. 14 декабря 1944 — Командующий 1-м батальоном 5-го полка. Февраль 1945 — ранен. Награждён крестом «За военные заслуги» 2-го кл. Гауптман.
После окончания Второй мировой войны вместе с чинами корпуса шесть лет провел в плену в Келлерберге (Австрия).
Эмигрировал в США. Председатель объединения л.-гв. Финляндского полка.
Умер 15 марта 1959 года в Сан-Франциско. Похоронен на Сербском кладбище.

## Семья
- Брат – Бредов, Николай Эмильевич  (15 ноября 1873 — после 1945) — российский генерал-лейтенант (12 октября 1917 года). Участник русско-японской, Первой мировой войн и Гражданской войны на стороне Белого движения.
- Племянница (дочь сестры Елизаветы) – Хагундокова, Эльмесхан Эдыковна